# کانگوروی خرگوشی گیلبرت
کانگوروی خرگوشی گیلبرت (نام علمی: Bettongia gilbertii) کیسه‌داری از تیره کانگوروهای موش‌وار، سردهٔ کانگوروهای خرگوشی است که در استرالیای غربی یافت می‌شود. در سیاهه قرمز IUCN، این جانور در وضعیت در معرض انقراض طبقه‌بندی شده‌است.